# パサージュ琴海アイランドゴルフクラブ

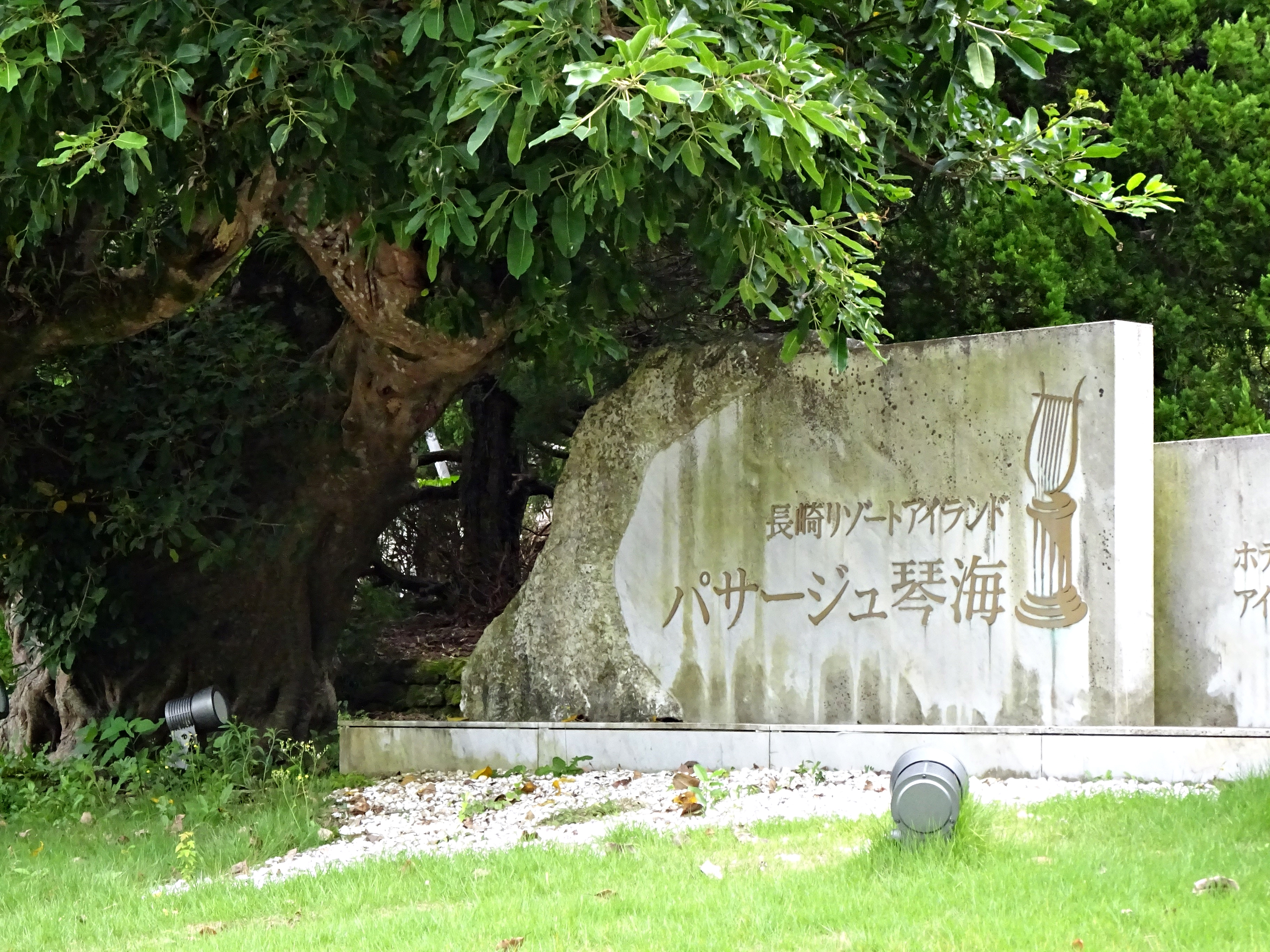
長崎リゾート「パサージュ琴海」の門柱

パサージュ琴海アイランドゴルフクラブ（Passage Kinkai Island Golf Club）は、長崎県長崎市琴海戸根原町に広がるゴルフ場である。

## 概要
パサージュ琴海アイランドゴルフクラブは、新たなゴルフ場建設に向け、「長崎リゾートアイランドパサージュ琴海株式会社」がゴルフ場経営に乗り出したことに始まる。コース設計は藤井義将が行い、1992年（平成4年）4月25日、18ホール規模のゴルフ場が開場された。
ゴルフ場は、大村湾に突き出た半島に広がるコースで、日本国内では希少な海越えのホールもある、戦略性に富んだシーサイドコースである。コースは、距離が長いコースがあるため飛距離が求められるが、フェアウエイの幅が十分あるので1打目は思い切り打っていける。ただし、2打目からはグリーン周りが厄介なので慎重に攻めたい。
また、日本のプロゴルフメジャー大会の、日本プロゴルフ協会主催競技でもあり、日本選手権大会に相当する、日本プロゴルフ選手権大会などの開催実績がある。

## 所在地
〒851-3211 長崎県長崎市琴海戸根原町171番地

## コース情報
- 開場日 - 1992年4月25日
- 設計者 - 藤井 義将
- コースタイプ - シーサイドコース
- コース - 18ホールズ、パー72、6,517ヤード、コースレート73.2
- グリーン - 1グリーン、ベント（ペンクロス）
- フェアウエイ - コーライ
- ラフ - ノシバ
- ハザード - バンカーの74、池が絡むホール5
- プレースタイル - 乗用カート(5人乗り)　、歩き(電動カート)、自走式、全組キャディ付き
- 練習場 - 25打席 300ヤード
- 休場日 - 年中無休[3]

## ギャラリー
- コース - 「パサージュ琴海アイランドゴルフクラブ」、コースガイド
- ハウス - 「パサージュ琴海アイランドゴルフクラブ」、施設案内

## 交通アクセス
- 鉄道 - JR九州（長崎本線）・長崎電気軌道 - 浦上駅よりタクシー利用
- 道路 - 川平有料道路 - 川平ICより 17km[4]

## メジャー選手権
- 2010年（平成22年） - 第78回 日本プロゴルフ選手権大会[5]
- 2015年（平成27年） - 第48回 日本女子プロゴルフ選手権大会 コニカミノルタ杯[6]
- 2023年（令和5年） - 第56回 日本女子プロゴルフ選手権大会 コニカミノルタ杯[7]

## 関連文献
- 『ゴルフ場ガイド 東版』2006-2007、「パサージュ琴海アイランドゴルフクラブ（長崎県）」、東京 ゴルフダイジェスト社、2006年5月、2020年9月日閲覧
- 『週刊ダイヤモンド』、「Good Shot!--週刊ダイヤモンドが選んだ日本のベスト・コース150(32)第44位 パサージュ琴海アイランドゴルフクラブ」、西澤忠著、東京 ダイヤモンド社、2002年12月21日、2020年9月日閲覧